# Auriol
Auriol – miejscowość i gmina we Francji, w regionie Prowansja-Alpy-Lazurowe Wybrzeże, w departamencie Delta Rodanu.
Według danych na rok 1990 gminę zamieszkiwało 6788 osób, a gęstość zaludnienia wynosiła 152 osoby/km² (wśród 963 gmin regionu Prowansja-Alpy-W. Lazurowe Auriol plasuje się na 100. miejscu pod względem liczby ludności, natomiast pod względem powierzchni na miejscu 169.).